# سمفونی شماره ۵ (مالر)
سمفونی شماره ۵ (انگلیسی: Symphony No. 5) پنجمین سمفونی از مصنف برجسته، گوستاو مالر است که میان سال‌های ۱۹۰۱ تا ۱۹۰۲ تصنیف آن به طول انجامید. غالب این اثر در تابستان همان سالی تکمیل گردید که مالر در تعطیلات تابستانی در ماریا ورث حضور داشت. سمفونی دارای ۵ موومان است و نخستین اجرای آن در تاریخ ۱۸ اکتبر ۱۹۰۴ می‌باشد. بارزترین ویژگی این سمفونی تکنوازی ترومپت است که با موتیفی ریتمیک (ضرب‌آهنگ) قابل تشبیه به سرآغاز سمفونی شماره ۵ بتهوون است.
بوم موزیکال (موسیقایی) و گسترهٔ احساسی این اثر هنرمند که نزدیک به ۷۰ دقیقه به طول می‌انجامد بسیار حجیم و سترگ است. سمفونی گاهی در قالب تونالیته دو دیز مینور توصیف می‌شود چرا که موومان نخست در این کلید است هر چند، در فینال، در فرم و قالب ر ماژور است. مالر بشخصه به دلیل این برچسب‌گذاری معترض بود و صحبت از انتساب تونالیته‌ای خاص برای کل سمفونی را دشوار می‌دانست و برای جلوگیری از سوءتفاهم معتقد بود که تونالیته بهتر است نادیده انگاشته شود.